# 에로스의 빨간 하이힐
《에로스의 빨간 하이힐》(영어: Liquid Dreams)는 미국에서 제작된 마크 매노스 감독의 1991년 SF 에로 스릴러 영화이다. 캔디스 데일리 등이 출연하였고, 다이앤 파이어스톤 등이 제작에 참여하였다. 이 영화는 1991년 제44회 칸 영화제의 국제 비평가 주간(Semaine de la critique) 부문에서 상영되었다.

## 출연진
- 리처드 스타인메츠
- 캔디스 데일리
- 존 도
- 트레이시 월터
- 캐런 달
- 밍크 스톨
- 프랭키 손
- 폴 바텔
- 배리 데넌

## 기타 제작진
- 협력 제작: 잭 데이비스
- 미술: 팸 모펏
- 의상: 메리 로슨